# Tournon-Saint-Pierre
Tournon-Saint-Pierre és un municipi francès, situat al departament de l'Indre i Loira i a la regió de Centre – Vall del Loira. L'any 2007 tenia 510 habitants.

## Demografia

### Població
El 2007 la població de fet de Tournon-Saint-Pierre era de 510 persones. Hi havia 220 famílies, de les quals 72 eren unipersonals (20 homes vivint sols i 52 dones vivint soles), 72 parelles sense fills, 48 parelles amb fills i 28 famílies monoparentals amb fills.
La població ha evolucionat segons el següent gràfic:
Habitants censats

### Habitatges
El 2007 hi havia 287 habitatges, 232 eren l'habitatge principal de la família, 33 eren segones residències i 22 estaven desocupats. Tots els 287 habitatges eren cases. Dels 232 habitatges principals, 171 estaven ocupats pels seus propietaris, 54 estaven llogats i ocupats pels llogaters i 7 estaven cedits a títol gratuït; 2 tenien una cambra, 24 en tenien dues, 52 en tenien tres, 83 en tenien quatre i 71 en tenien cinc o més. 176 habitatges disposaven pel capbaix d'una plaça de pàrquing. A 102 habitatges hi havia un automòbil i a 91 n'hi havia dos o més.

### Piràmide de població
La piràmide de població per edats i sexe el 2009 era:
| Homes | Edats   | Dones |
| ----- | ------- | ----- |
| 0     | 95 o +  | 0     |
| 4     | 90 a 94 | 0     |
| 8     | 85 a 89 | 4     |
| 4     | 80 a 84 | 4     |
| 8     | 75 a 79 | 20    |
| 20    | 70 a 74 | 32    |
| 16    | 65 a 69 | 20    |
| 16    | 60 a 64 | 16    |
| 12    | 55 a 59 | 12    |
| 12    | 50 a 54 | 8     |
| 32    | 45 a 49 | 32    |
| 4     | 40 a 44 | 4     |
| 20    | 35 a 39 | 16    |
| 16    | 30 a 34 | 12    |
| 24    | 25 a 29 | 20    |
| 8     | 20 a 24 | 8     |
| 32    | 15 a 19 | 20    |
| 0     | 10 a 14 | 12    |
| 12    | 5 a 9   | 12    |
| 16    | 0 a 4   | 12    |

## Economia
El 2007 la població en edat de treballar era de 321 persones, 206 eren actives i 115 eren inactives. De les 206 persones actives 190 estaven ocupades (100 homes i 90 dones) i 16 estaven aturades (8 homes i 8 dones). De les 115 persones inactives 57 estaven jubilades, 20 estaven estudiant i 38 estaven classificades com a «altres inactius».

### Ingressos
El 2009 a Tournon-Saint-Pierre hi havia 233 unitats fiscals que integraven 483,5 persones, la mediana anual d'ingressos fiscals per persona era de 15.066 €.

### Activitats econòmiques
Dels 17 establiments que hi havia el 2007, 1 era d'una empresa extractiva, 1 d'una empresa de fabricació d'altres productes industrials, 4 d'empreses de construcció, 5 d'empreses de comerç i reparació d'automòbils, 1 d'una empresa d'hostatgeria i restauració, 1 d'una empresa immobiliària, 1 d'una empresa de serveis, 2 d'entitats de l'administració pública i 1 d'una empresa classificada com a «altres activitats de serveis».
Dels 6 establiments de servei als particulars que hi havia el 2009, 2 eren tallers de reparació d'automòbils i de material agrícola, 2 fusteries, 1 electricista i 1 perruqueria.
L'únic establiment comercial que hi havia el 2009 era una botiga de menys de 120 m².
L'any 2000 a Tournon-Saint-Pierre hi havia 17 explotacions agrícoles que ocupaven un total de 891 hectàrees.

## Equipaments sanitaris i escolars
L'únic equipament sanitari que hi havia el 2009 era una ambulància.
El 2009 hi havia una escola elemental.

## Poblacions més properes
El següent diagrama mostra les poblacions més properes.